# Leptodirus hochenwartii
Leptodirus hochenwartii is een in grotten levende kever en de enige soort in het geslacht Leptodirus. Het is een echte troglofiel en leeft voornamelijk in grotten waar de temperatuur niet boven de 12 °C komt. De soort is endemisch voor de Dinarische Alpen.